# Алеева, Татьяна Александровна
Татьяна Александровна Алеева (девичья фамилия Дуденкова) — российская тяжелоатлетка, призёр чемпионатов России и Европы, мастер спорта России международного класса.

## Биография
Тренер Ирина Чирюкина пришла в класс, где училась Дуденкова, чтобы набрать детей в секцию. Тренировки стал посещать почти весь класс. Однако через месяц в секции осталась только Дуденкова. Родители были против тренировок, потому что нужно было присматривать за младшей сестрой Аней. Но Татьяна стала брать её с собой в секцию. Позже Аня выполнила норматив кандидата в мастера спорта по тяжёлой атлетике.
Вскоре Дуденкова стала чемпионкой Кемерово, а затем Кемеровской области и Сибири. В 2005 году она стала серебряным призёром II летней Спартакиады учащихся России по тяжёлой атлетике в Магнитогорске. В 2006 году стала вторым призёром первенства России и выполнила норматив мастера спорта России. В 2007 году стала победительницей III летней Спартакиады учащихся России и поступила в училище олимпийского резерва в городе Ленинск-Кузнецкий. В училище встретилась со своим будущим мужем тяжелоатлетом Евгением Алеевым. В 2008 году у них родилась дочь. У дочери обнаружили порок сердца и в возрасте 6 месяцев ей сделали успешную операцию. После этого Алеева вернулась в спорт.
В 2019 году на чемпионате Европы, Татьяна вновь повторила своё высшее достижение на континентальных первенствах и завоевала серебряную медаль, показав в сумме 214 кг. В упражнение толчок она завоевала малую серебряную медаль (120 кг).

## Спортивные результаты
- Первенство России по тяжёлой атлетике среди юниоров 2009 года — ;
- Первенство России по тяжёлой атлетике среди юниоров 2010 года — ;
- Первенство России по тяжёлой атлетике среди юниоров 2011 года — ;
- Первенство Европы по тяжёлой атлетике среди юниоров 2011 года — ;
- Чемпионат России по тяжёлой атлетике 2011 года — ;
- Гран-При Баку 2012 года — ;
- Кубок России по тяжёлой атлетике 2014 года — ;
- Кубок России по тяжёлой атлетике 2016 года — ;
- Чемпионат России по тяжёлой атлетике 2016 года — ;
- Чемпионат России по тяжёлой атлетике 2017 года — ;